# Microtettigonia kangaroo
Microtettigonia kangaroo är en insektsart som beskrevs av Rentz, D.C.F. 1979. Microtettigonia kangaroo ingår i släktet Microtettigonia och familjen vårtbitare. Inga underarter finns listade i Catalogue of Life.